# 屋久島町立岳南中学校
屋久島町立岳南中学校（やくしまちょうりつ がくなんちゅうがっこう）は、鹿児島県熊毛郡屋久島町にある町立中学校。

## 沿革
- 1981年（昭和56年）
  - 1月 - 屋久町町臨時議会で，町立中学校3校（栗生中学校，八幡中学校，神山中学校）の統合が議決される
  - 5月　校地造成工事及び校舎建築着工
- 1982年（昭和57年）
  - 3月25日 - 落成
  - 屋久町立岳南中学校開校
- 2007年（平成19年）10月1日 - 屋久町と上屋久町が合併し，屋久島町が設置される。これに伴い屋久島町立岳南中学校に改称

## 通学区域
- 屋久島町
  - 麦生、原、尾之間、小島、平内、湯泊、中間、栗生[2]